# Balog Gábor (operatőr)
Balog Gábor (Budapest, 1944. április 4. –) Balázs Béla-díjas (1993) filmrendező, fotóművész, filmoperatőr.

## Életpályája
1950–1958 között a Szűcs István utcai Általános Iskola diákja volt. 1958–1962 között a Petrik Lajos Vegyipari Technikumban tanult. 1962–1978 között a Reanal Finomvegyszergyárban dolgozott. 1963–1968 között végzett az ELTE Természettudományi Kar (ELTE TTK) vegyész szakán. 1968–1978 között a Magyar Amatőr Filmesek Szövetségének tagja volt. 1978–1982 között a Színház- és Filmművészeti Főiskola film- és televízióoperatőr szakán tanult. 1982–1986 között a Mafilm Népszerű-tudományos Stúdiójának operatőre volt. 1986 óta játékfilm-operatőr. 1991 óta szabadfoglalkozású operatőr.

## Filmjei

### Rendezőként
- Otthon (1984)
- Kék kút (1987) (operatőr is)
- Az árulásról (2004) (operatőr is)
- Elveszett képmás (2005) (operatőr is)
- Megmaradtak maradéka (2007) (operatőr is)
- Hanukarácsony (2008) (operatőr is)
- A falak őrzői I.-II. (2010) (operatőr is)
- Vallásosfilm (2011) (Hajdu-Farkas Zoltánnal, operatőr is)
- Szilánkok (2012) (Domokos Jánossal és Pápai Gergellyel, operatőr is)
- Csángó misszió (2013) (operatőr is)
- Tárt kapukkal... (2014) (operatőr is)

### Operatőrként
- TV Krimi (1980)
- Ninive (1982)
- Ah, Amerika! (1984)
- Higgyetek nekem! (1984)
- Kovbojok I.-II. (1985)
- A Dunánál (1987)
- Szorításban (1987)
- Makacs álmok (1988)
- Fény képek (1989)
- Védtelenek (1989)
- Walaki (1990)
- Lassítás (1992)
- A csalás gyönyöre (1992)
- Köd (1993)
- Ébredés (1994)
- Márai naplói (1995)
- Családi nyár (1995)
- Barangolások Faludy Györggyel I.-IV. (1996-2000)
- Szökés (1996)
- Egy tél az Isten háta mögött (1998)
- Jadviga párnája (2000)
- Az öreg halász és a Tisza (2000)
- Rendőrsztori (2000)
- A múzsa csókja (2002)
- A megye árvái (2002)
- Kaffka Margit és Bauer Henrik (2003)
- Történetek az elveszett birodalomból (2004)
- Két találkozás (2004)
- Scampolo (2005)
- Tibetben a lélek (2006)
- Örök Éva (2006)
- Boszporusz felett az ég (2007)
- A kalef (2008)

## Egyéni kiállításai
- 1979 Szentendre

## Díjai
- bilbaói Arany Medve díj (1985) Otthon
- krakkói Ezüst Sárkány-díj (1988) Kék kút
- Don Quijote-díj (1988) Kék kút
- Balázs Béla-díj (1993)
- a filmkritikusok díja (2006)